# Stargard
Stargard [ˈstarɡart] ⓘ liên_kết=| Về âm thanh này (tiếng Đức: Stargard in Pommern; Kashubian; tiếng Latinh: Stargardia) là một thành phố ở phía tây bắc Ba Lan, với dân số 71.017 (2005). Nằm trên sông Ina, nó là thủ phủ của huyện Stargardzki và từ năm 1999 đã ở Zachodniopomorskie; trước đó, nó đã ở Szczecin Voivodeship (1975-1998).
Tên của thành phố là của Pomeranian (Kashubian) nguồn gốc và tượng trưng cho tuổi (Stari) thị xã / thành phố (Gard hay Gord).  Đây là một trong những thị trấn lớn nhất của sự kết tụ Szczecin. Stargard là một ngã ba đường sắt lớn, nơi kết nối về phía nam từ Szczecin chia thành hai hướng - một hướng về Poznań và hướng còn lại về phía Gdańsk. Ngoài ra còn có một dòng nhỏ khác đến Pyrzyce từ thị trấn.
Từ năm 1950 đến ngày 31 tháng 12 năm 2015, thị trấn được gọi là Stargard Szczeciński.

## Lịch sử

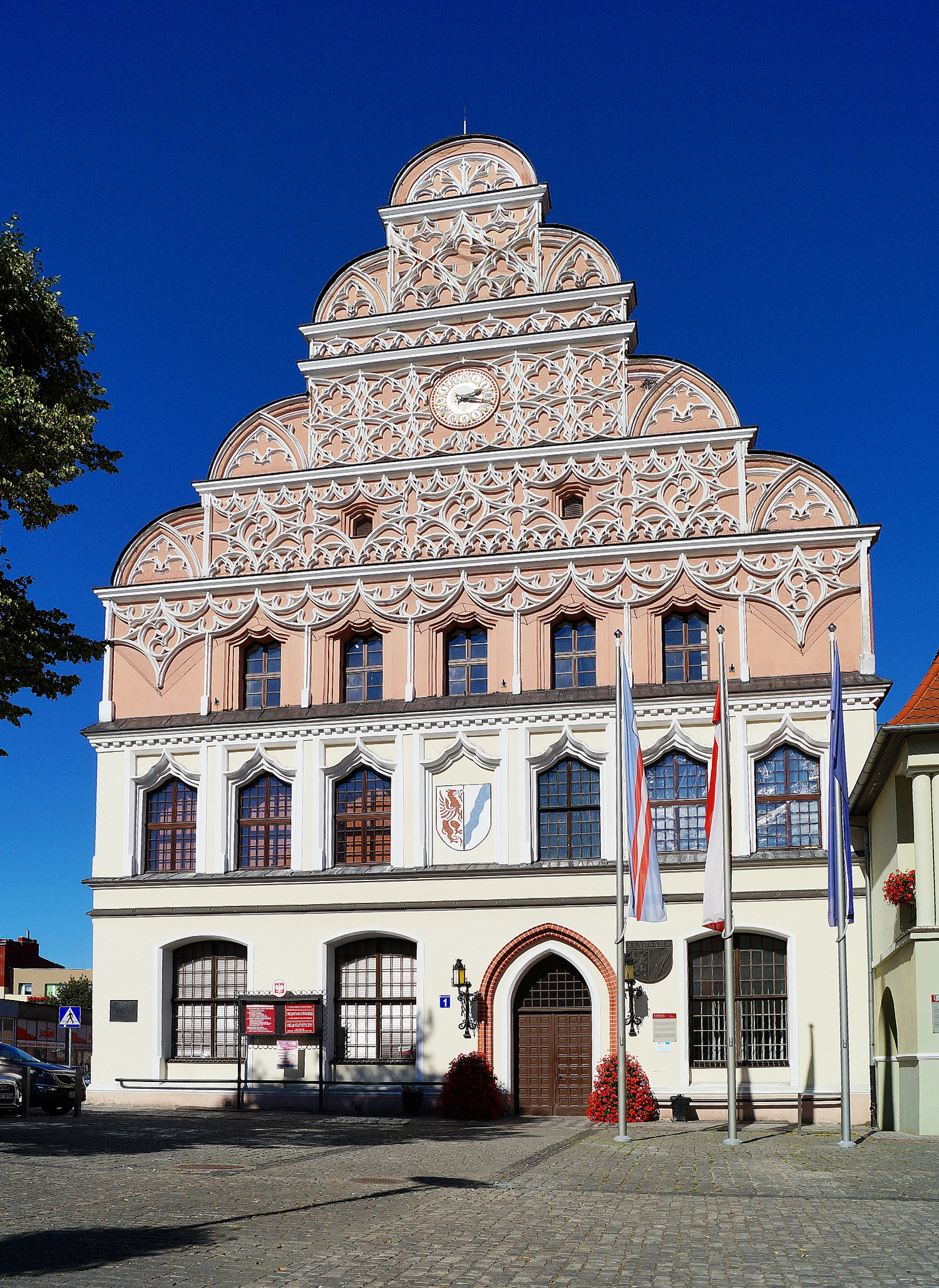
Tòa thị chính

Stargard, lần đầu tiên được đề cập vào khoảng năm 1140, đã nhận được quyền thành phố Magdeburg vào năm 1243 từ Barnim I, Công tước xứ Pomerania. Tên của nó là sự kết hợp của hai từ Slav: stari (cũ) và gard (thị trấn). Trong ý nghĩa này, thuật ngữ làm vườn vẫn đang được sử dụng bởi những người nói ngôn ngữ Pomeranian duy nhất còn sống sót, Kashub. Tuy nhiên, một số chuyên gia nói rằng tên này có nguồn gốc từ Scandinavia: starn (star) và gate (như tiếng Anh).
Đó là một trong những thị trấn quan trọng nhất ở Duchy of Pomerania. Năm 1363 thành phố gia nhập Liên minh Hanseatic và sau đó được củng cố mạnh mẽ. Trong thế kỷ 15, công tước Pomeranian đã chọn nó làm nơi ở của mình. 

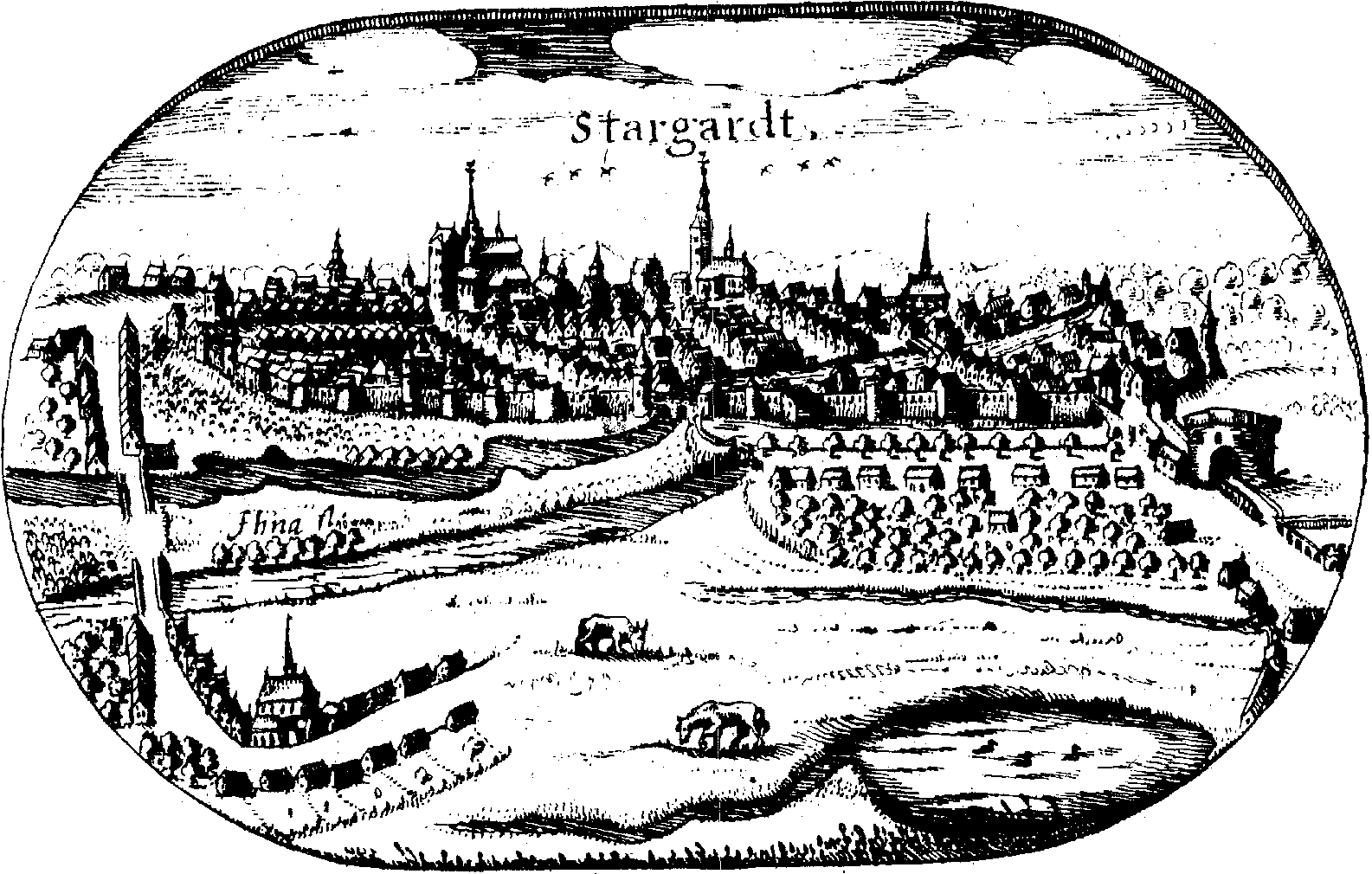
Stargard trong thế kỷ 17

Trong Chiến tranh Ba Mươi Năm, thành phố bị đốt cháy và trong Hòa bình Westfalen năm 1648, nó đã được hợp nhất, cùng với phần còn lại của Pomerania, vào Brandenburg-Prussia. Năm 1701, Stargard trở thành một phần của Vương quốc Phổ và năm 1818, sau Chiến tranh Napoléon, Stargard trở thành một phần của quận mới Saatzig thuộc tỉnh Pomerania.
Kết quả của sự thống nhất nước Đức năm 1871, thành phố trở thành một phần của Đế quốc Đức. Vào ngày 1 tháng 4 năm 1901, nó trở thành một thành phố độc lập, tách biệt với Quận Saatzig.
Trong Thế chiến II, trại tù lớn Stalag II-D nằm gần Stargard. Có Kashub và sau đó hàng ngàn người Canada bị bắt tại Dieppe bị giam cầm ở đó, một trong số đó là Gerald MacIntosh Johnston, một diễn viên người Canada, đã bị giết khi cố gắng trốn thoát. Vào tháng 2 năm 1945, một trong những cuộc tấn công bọc thép cuối cùng của Đức, Chiến dịch Solstice, đã được phóng từ khu vực Stargard.
Sau Thế chiến II, khu vực này được đặt dưới sự quản lý của Ba Lan bởi Hiệp định Potsdam dưới những thay đổi về lãnh thổ mà Liên Xô yêu cầu. Hầu hết người Đức chạy trốn hoặc bị trục xuất và được thay thế bằng người Ba Lan bị trục xuất khỏi khu vực Ba Lan bị Liên Xô sáp nhập.
Năm 2004, một phần phía tây bắc của thị trấn đã được tạo thành một khu công nghiệp - Stargardzki Park Przemysłowy. Một khu công nghiệp khác nằm ở phía nam - Park Przemysłowy Wysokich Technologii.
Vào ngày 1 tháng 1 năm 2016, thị trấn được đổi tên thành Stargard.

## Thể thao
Thị trấn là quê hương của Spójnia Stargard, một đội bóng rổ nam và Błękitni Stargard, trước đây là một câu lạc bộ đa thể thao, bây giờ là một đội bóng đá hiệp hội nam, nổi tiếng nhất để lọt vào bán kết Cup Ba Lan năm 2015.

## Nhân khẩu học
| Năm  | Cư dân |
| ---- | ------ |
| 1618 | 12.000 |
| 1640 | 1.200  |
| 1688 | 3.600  |
| 1720 | 400    |
| 1740 | 5,529  |
| 1782 | 5.612  |
| 1786 | 6,243  |
| 1794 | 5,971  |
| 1812 | 8,900  |
| 1816 | 8,042  |
| 1831 | 9,907  |
| 1843 | 11.192 |
| 1852 | 12,473 |
| 1861 | 14.168 |
| 1905 | 26.907 |
| 1913 | 28.000 |
| 1929 | 34.600 |
| 1933 | 35.773 |
| 1939 | 39.760 |
| 1945 | 2.870  |
| 1950 | 20.684 |
| 1960 | 33.650 |
| 1970 | 44.460 |
| 1980 | 59.227 |
| 1990 | 71.000 |
| 1995 | 72.254 |

## Cư dân đáng chú ý

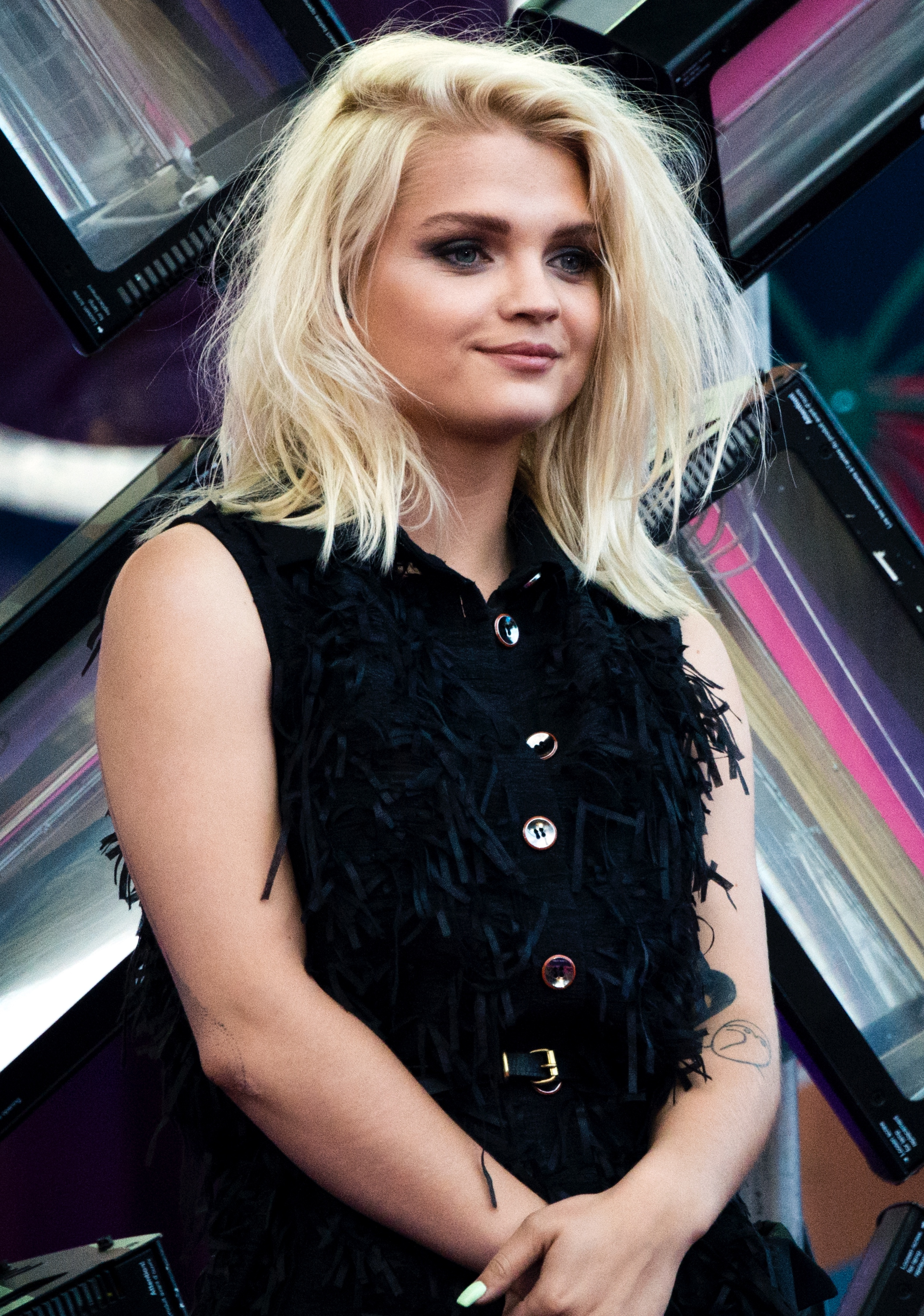
Margaret, ca sĩ-nhạc sĩ

- Thành viên của Wacłąw Szewchot, AK & "Młot i Płóg" đã phát hiện ra Pennemunde và cảnh báo các đồng minh, bắt đầu tờ báo Ba Lan đầu tiên trong Ba Lan sau chiến tranh miễn phí
- Tomasz Szewchot (1981), Nhà phát minh & Enterpreneour, nổi bật trong Bảo tàng Khoa học, Người gây ảnh hưởng và Cố vấn chiến lược cho CIO `từ forbes 100
- Karl August Ferdinand von Borcke (1776 Từ1830), tướng Phổ
- Carl Wilhelm Schmidt (mất năm 1864), nhà truyền giáo
- Oscar Levy (1867 Mạnh1946), nhà văn
- Max Levy (1869-1932), kỹ sư điện
- Werner von Blomberg (1878 Từ1946), nói chung
- Georg Joachimsthal (1863 Từ1914), bác sĩ chỉnh hình
- Hasso von Wedel (1898 Từ1961) Tướng Wehrmacht
- Hans-Joachim von Merkatz (1905 Từ1982) Bộ trưởng Bộ Tư pháp Liên bang 1956 Vang1957
- Claus Biederstaedt (sinh năm 1928), diễn viên
- Peter Karow (sinh năm 1940), doanh nhân
- Carlo von Tiedemann (sinh năm 1943), người dẫn chương trình truyền hình
- Arkadiusz Bąk (sinh năm 1974), cầu thủ bóng đá
- Ewa Kasprhot (sinh năm 1957), nữ diễn viên
- Margaret (sinh năm 1991), ca sĩ-nhạc sĩ

## Quan hệ quốc tế

### Thị trấn sinh đôi - thành phố chị em
Stargard kết đôi với 
| - liên_kết=\|viền Elmshorn (Đức), - liên_kết=\|viền Saldus (Latvia), - liên_kết=\|viền Slagelse (Đan Mạch) | - liên_kết=\|viền Stralsund (Đức) và - liên_kết=\|viền Wijchen (Hà Lan). |